# Batman: Arkham City
Batman: Arkham City é um jogo eletrônico de Ação-Aventura e Stealth,  baseado na série de quadrinhos Batman da DC Comics. Foi desenvolvido pela Rocksteady Studios e foi publicado pela Warner Bros. Interactive Entertainment e DC Entertainment para PlayStation 3, Xbox 360 e Microsoft Windows. É a continuação do jogo Batman: Arkham Asylum, de 2009.
Anunciado oficialmente durante o início da Spike Video Game Awards de 2009. Escrito por Paul Dini com Paul Crocker e Sefton Hill, é estrelado pelas vozes de Kevin Conroy e Mark Hamill, como Batman e Coringa, respectivamente.
O jogo é apresentado em terceira pessoa e mostra Batman preso em Arkham City, uma super prisão comandada por Hugo Strange, que tem um plano sinistro chamado Protocolo 10. Além de Batman, a Mulher Gato também é uma personagem jogavél.
Arkham City foi lançado para PlayStation 3 e Xbox 360 em 11 de Outubro e para PC um mês depois.
O jogo recebeu aclamação da crítica, principalmente pelo seu enredo, personagens, trilha sonora e combate. É o segundo jogo mais bem classificado de 2011, segundo o site de reviews Metacritic. O jogo ganhou vários prêmios, incluindo Jogo do Ano.                                                                                                                                                                                                                         Uma prequela, Batman: Arkham Origins, foi lançada em 2013 e uma sequência, Batman: Arkham Knight, em 2015

## Jogabilidade
O game traz novos equipamentos, como bomba de fumaça e detector de sinais de transmissão e também contem visão para identificar os seus inimigos , também contem mais vilões, entre eles a Mulher Gato e o Duas Caras. Outra novidade diz respeito ao vilão Charada, que colocará pessoas em armadilhas, que deverão ser desativadas pelo Cavaleiro das Trevas. Além disso, cada pista poderá levar o herói a outras pistas ainda mais elaboradas, que podem ou não estar cercadas por suas próprias armadilhas. As missões que envolvem o Charada não fazem parte da narrativa principal, mas funcionam quase como um jogo paralelo. A Jogabilidade enquanto se explora Arkham City é semelhante ao estilo de Batman: Arkham Asylum. A jogatina deve durar perto de 40 horas, contando não somente as missões principais do game, mas também as demandas secundárias.

## Enredo
Na dramatização do jogo, o prefeito Quincy Sharp murou bairros inteiros de Gotham, criando Arkham City, uma cidade que funciona como uma super-prisão. A única regra é que seus habitantes, os variados bandidos de Gotham, não podem sair de lá. Batman, claro, não gosta nada disso. Como Bruce Wayne ele forma o partido AntiArkham.
Quando concede uma coletiva de imprensa no lado de fora de Arkham City, é feito refém pelos homens da TYGER, uma elite tecnologicamente equipada a serviço de Hugo Strange.
Por motivos não revelados, Strange descobre que Bruce Wayne é o Batman, e acaba o impedindo de interferir em seus planos, ou do contrário revelará sua identidade ao mundo. Strange também menciona um plano secreto, o Protocolo 10.
Após ser solto em Arkham City, Bruce logo veste seu traje de Batman e resgata a Mulher-Gato do Duas-Caras. Após salva-la novamente de um tiro vindo da torre de uma igreja, Batman investiga e suspeita que o Coringa esteja por trás do Protocolo 10. Após salvar uma equipe médica feita refém pela Arlequina e entrar na torre da igreja, Batman é pego numa armadilha do Coringa, que o prende e explode a torre. Batman consegue escapar e rastreia o sinal do Coringa, que vem de uma siderúrgica. Ao conseguir entrar, ele é capturado pelo Coringa que revela ter adquirido uma doença mortal causada pelo vírus TITAN (eventos mostrados em Batman: Arkham Asylum) e precisa da cura que está com o Senhor Frio antes que o tempo acabe. Para ter certeza que o Batman irá lhe trazer a cura, o Coringa infecta o Morcego com seu sangue e ainda distribui bolsas com seu sangue por toda a Gotham, ameaçando infectar habitantes inocentes.
Ao localizar o esconderijo do Senhor Frio, Batman descobre que ele foi sequestrado pelo Pinguim, que está travando uma guerra contra o Duas Caras e o Coringa pelo controle criminoso de Arkham City. Ao encontrar e derrotar o Pinguim, Batman diz ao Senhor Frio que precisa da cura, mas este alega que para tornar a cura operante, precisaria de uma enzima humana que se regenera. Tal enzima só poderia ser encontrada em um ser humano: Ra's al Ghul.
Uma das ninjas da Liga dos Assassinos acaba levando Batman direto ao esconderijo de Ra's: Wonder City, uma cidade antiga e abandonada, escondida nos subterrâneos de Gotham. Depois de quase morrer vítima do sangue infectado do Coringa e ainda assim derrotar Ra's al Ghul, Batman pega uma amostra do sangue de Ra's e a leva para Senhor Frio, que cria a cura, mas se recusa a dá-la ao Morcego, mencionando que o Coringa capturou sua esposa e resgatá-la seria sua maior prioridade no momento. Batman o enfrenta e após derrotá-lo promete investigar o paradeiro de sua esposa, mas logo em seguida descobre que a Arlequina roubou a cura.
De volta à siderúrgica, Batman descobre que o Coringa aparentemente está livre da doença. Batman o enfrenta e quase acaba morto, não fosse por Talia al Ghul, filha de Ra's, que interrompe os dois e oferece imortalidade ao Coringa. Os dois se retiram, porém Batman, fraco tanto pela doença quanto pela batalha e pela explosão do local, acaba preso embaixo dos escombros e desmaia.
Mulher Gato surge e salva Batman dos escombros, e ambos finalmente descobrem o que é o Protocolo 10: Helicópteros da TYGER sobrevoam toda a cidade e começam a atirar misseis nos detentos para matá-los, causando o extermínio de todos os residentes de Arkham City. Batman vai até a torre onde está Strange, nisso, Ra's al Ghul esfaquea Stranger por trás, batman descobre que Ra's al Ghul é o cérebro por trás de todo o plano, falando que manipulou Strange para iniciar o protocolo 10, para que assim, ele podesse se tornar o líder da liga dos assassinos, e acabar com o batman, Ra's al Ghul disse que também que iria expandir esse genocídio, para outras cidade, e, aos poucos, matasse todos os criminosos do mundo, no meio do discusso, Stranger, nas ultimas palavra, mandou explodir a torre e tanto Batman quanto Ra's al Ghul saltam em queda livre, mas Ra’s acaba morto, trespassado por sua própria espada.
Batman parte para salvar Talia no teatro Monarch, local este onde pela última vez Bruce Wayne esteve com seus pais antes de serem assassinados no Beco do Crime. Lá dentro, Coringa tem Talia refém e pede pela cura, mas Batman desconfia pois a cura já havia sido roubada por Arlequina. Num revés surpreendente Talia acaba trespassando o Coringa com sua espada, aparentemente o matando. Mas Batman se dá conta que era tudo um plano do Coringa. O Palhaço não tomou a cura (que tinha sido roubada por Arlequina, mas pega por Talia) e a versão sadia do Coringa era ninguém mais ninguém menos que o Cara de Barro, realizando “a maior interpretação de sua vida” segundo o verdadeiro Coringa.
O Palhaço então atira em Talia e a mata, enquanto Batman enfrenta o Cara de Barro e o derrota. O Morcego obtém a cura e bebe metade, deixando a outra metade para o Coringa. O Palhaço tenta usar o Poço de Lázaro para conseguir a imortalidade, mas Batman o impede causando uma explosão, porém acaba desmaiando por alguns instantes. Ao acordar, o Coringa acerta uma facada no braço de Batman, que derruba o frasco e acaba perdendo a cura. Sem ter como se curar da doença, Coringa acusa Batman de o ter matado, e o Morcego diz que mesmo depois de tudo, ainda assim ele o salvaria. Coringa acha o comentário engraçado e começa a gargalhar, finalmente morrendo.
Batman carrega seu corpo para fora dos muros de Arkham City e o coloca no capô da viatura do comissário Gordon. O comissário pergunta o que aconteceu, mas Batman não responde; simplesmente sai andando para longe de Arkham City em silêncio.

### Enredos secundários
Durante o arco principal do jogo vão surgindo diversas missões secundárias.
- O Charada mantém vários reféns escondidos em Arkham City, e só revela as localizações à medida que o Cavaleiro das Trevas vai desvendando suas charadas e coletando seus troféus espalhados pela cidade.
- A Arlequina revela que há uma tecnologia do Sr. Frio roubada pelo Coringa, que Batman acaba por recuperar.
- Após ser derrotado pelo Homem-Morcego, o Sr. Frio pede que o detetive encontre sua mulher, Nora Fries, que o Coringa escondeu em algum lugar da cidade.
- Victor Zsasz faz várias ligações para Batman através de telefones públicos de Arkham City, ameaçando matar alguns reféns caso o herói não atenda.
- Bane pede que Batman o ajude a destruir alguns contêineres de TITAN espalhados pela cidade.
- Prisioneiros políticos de Arkham City vão sendo mortos por estarem na lista de alvos do Pistoleiro, que também está na cidade e acaba confrontando o Batman.
- Policiais do DPGC (Departamento de Polícia de Gotham City) disfarçados oferecem uma melhoria de equipamento ao Batman no Clube Iceberg.
- O Ladrão de Identidades (Silêncio), assassino que já cometera outros crimes em Gotham, volta a atacar, desta vez em Arkham City.
- Um homem misterioso (Azrael) vigia Batman por toda a cidade, e deixa estranhos símbolos por onde passa.
- O Batcomputador oferece Treinamentos RA para melhorias de voo.
- O Chapeleiro Louco também faz uma participação, hipnotizando Batman e o levando a sua macabra Festa do Chá.

Alguns personagens são apenas easter eggs do jogo, como o Crocodilo, que pode ser encontrado ao acionar um botão no subterrâneo de Arkham City em certa parte do jogo.
Já o Homem Calendário, que foi preso pelo Duas-Caras no Tribunal Solomon Wayne, oferece diálogos inéditos quando visitado em datas comemorativas específicas do ano.
- Existem vários capítulos na DLC da Mulher-Gato (já incluso na edição Jogo do Ano). No primeiro, ela derrota capangas do Duas-Caras para pegar algo dentro do cofre que se encontra na sala, mas é impedida no último minuto pelo próprio Harvey Dent. Depois de ser libertada pelo Batman, Selina Kyle vai até seu esconderijo em Arkham City para coletar melhorias de equipamento e logo se infiltra no covil da Hera Venenosa.

Após ser derrotada pela mesma, as duas entram em acordo: Hera liberta Mullher-Gato para que ela recupere uma de suas plantas que está no cofre principal da TYGER, conseguindo acesso ao cofre por um túnel criado pelas plantas de Hera. Mas Selina tem seus próprios interesses dentro do cofre, e quando consegue se infiltrar nele descobre algumas maletas valiosas. Depois de destruir a planta de Hera e já pronta para sair de Arkham City com as maletas, ela vê por um televisor as imagens das câmeras da TYGER mostrando o Batman debaixo dos escombros da Siderúrgica, muito mal devido à última batalha e à infecção contraída pelo sangue do Coringa.
Se o jogador escolher por sair de Arkham City, um final de jogo diferente é mostrado nos créditos. Mas se optar por salvar o Batman, a história principal do jogo continua. Depois do fim da história principal, a Mulher Gato tem de recuperar seu saque, roubado pelo Duas-Caras, que se escondeu no museu. Após derrotá-lo, ela descobre que Harvey só pegou metade do saque e distribuiu a outra metade entre seus capangas. A última missão de Selina Kyle é derrotar os capangas do Duas-Caras que estão com seu saque.
- A história da DLC "A Vingança da Arlequina" (já incluso na edição Jogo do Ano) se passa após os acontecimentos da história principal do jogo. Robin (Tim Drake) se infiltra na Siderúrgica para salvar o Batman, que havia feito o mesmo dois dias antes para salvar policiais do DPGC das garras da Arlequina e desapareceu desde então. Em um dos locais dentro da Siderúrgica, capangas da Arlequina observam o bat-cinto, jogado no chão. Robin os derrota e a história volta em dois dias, quando o Batman foi salvar os policiais.

Ele consegue se infiltrar adquirindo o código que abre as portas da Siderúrgica com os 3 capangas de maior confiança da Arlequina, mas é pego pela mesma ao tentar salvar um dos policiais do DPGC, deixando cair o bat-cinto. Logo a história retorna ao momento em que Tim Drake vê o bat-cinto jogado. Ele continua sua busca e encontra Bruce preso em uma sala com um altar do Coringa, construído pela Arlequina. Batman está ficando sem oxigênio, e Robin derrota a Arlequina, em seu visual enlutado, salvando alguns policiais e recuperando as chaves que libertam o Batman.
Após fazer isso. Batman ordena que ele salve o restante dos policiais. O jogador passa a ser o Homem Morcego, que tem de desativar bombas que a Arlequina espalhou pela Siderúrgica. Após desativá-las, a Arlequina avisa pelo sistema de som que está na Sala do Altar do Coringa esperando pelo Batman, com alguns guardiões mecânicos de Wonder City (mostrados na história principal do jogo) protegendo o local. Logo Batman derrota a Arlequina enlutada, mas não antes que ela inicie a contagem regressiva para a explosão da Siderúrgica. Batman consegue se salvar, e salva Arlequina também, encontrando o Comissário Gordon do lado de fora. Robin aparece, revelando que não morreu na explosão da Siderúrgica, e salva o Cavaleiro das Trevas de um ataque final da Arlequina.

### Personagens
- Batman
- Robin
- Alfred
- Oráculo
- Coringa
- Charada
- Senhor Frio
- Hera Venenosa (DLC da Mulher-Gato e citações durante o jogo principal)
- Homem Calendário
- Mulher-Gato
- Máscara Negra (Robin Bundle Pack e aparece durante o começo do jogo)
- Pinguim
- Crocodilo
- Hugo Strange
- Duas-Caras
- Victor Zsasz
- Ra's Al Ghul
- Talia Al Ghul
- Bane
- Solomon Grundy
- Pistoleiro
- Chapeleiro Louco
- Cara-de-Barro
- Arlequina
- Silêncio
- Azrael

#### Personagens Jogáveis
- Batman
- Mulher-Gato (DLC)
- Robin (DLC)
- Asa Noturna (DLC)

## Lista de DLC's e Expansões[10]

### The Arkham Bundle
Essa DLC inclui "Nightwing Bundle Pack", "Robin Bundle Pack" e o "Arkham City Skins Pack". Mesmo com o Arkham Bundle, cada DLC pode ser comprada separadamente.

#### Nightwing Bundle
Essa DLC disponibiliza o Asa Noturna como personagem jogável, além de oferecer uma skin para o personagem, "Asa Noturna da Série Animada", baseada no visual do personagem no desenho Batman The Animated Series. O pack também adiciona dois mapas de desafio: "Mansão Wayne" e "Salão Principal da Mansão Wayne".

#### Robin Bundle Pack
Essa DLC disponibiliza o Robin como personagem jogável, além de oferecer duas skins para o personagem, "Robin da Série Animada" e "Robin Vermelho". O pack também adiciona dois mapas de desafio: "Máscara Negra" e "Trem de Carga".

#### Arkham City Skins Pack
Uma coletânea de todas as skins lançadas para o Batman, que antes eram apenas disponíveis através da pré-venda. O pack conta com sete skins:
- Batman dos Anos 70
- Batman: Ano Um
- Batman: O Cavaleiro das Trevas
- Batman: Terra Um
- Batman do Futuro
- Batman da Série Animada
- Batman da Tropa Sinestro

### Challenge Map Pack
Essa DLC disponibiliza os Mapas de Desafio: "Batcaverna", "Carnaval do Coringa" e "Iceberg Lounge". Os dois últimos são mapas diferentes dos outros, com hordas infinitas de inimigos e apenas uma rodada; O "Carnaval do Coringa" também possui um sistema de níveis, começando com prisioneiros do Arkham e terminando com capangas TITAN e ninjas da Liga dos Assassinos.

### Batman Inc. Skin
Uma DLC gratuita, que disponibiliza a skin "Batman Inc." e uma nova cheat, que permite a escolha de skins a qualquer momento do modo história, mesmo que esteja no fácil.

### Harley Quinn's Revenge
Uma expansão da história, que se passa depois dos acontecimentos de Arkham City, com uma Arlequina enlutada e vingativa (ver a seção Enredos Secundários para mais detalhes). Nela é possível jogar tanto com o Batman quanto com o Robin, mesmo sem o Robin Bundle.

## Informações adicionais
Dax Ginn, diretor de marketing da Rocksteady revelou mais detalhes de Batman: Arkham City. Ele afirma que a produção não se preocupou em desenvolver o maior jogo de mundo aberto já criado, mas o mais detalhado. “Porém, a parte central da história está ligada ao Bat-Sinal. Não importa onde você esteja, se olhar para os céus, o sinal vai lhe guiar até a narrativa principal”, informou Dax Ginn.
O diretor de marketing Dax Ginn também adiantou que as missões secundárias são todas focadas em personagens: “Desde saber onde está um psicopata que sumiu ou achar o Charada, todas elas estão ligadas aos inúmeros personagens que temos no título”. Sobre os personagens jogáveis (Batman, Mulher-Gato, Robin, Asa Noturna), Dax Ginn noticiou um resumo de cada um: “Eles estão lá para alterar as reações emocionais que você pode ter com o game. Quando você joga com Batman, você é um cavaleiro justiceiro, sempre fazendo a coisa certa. Quando você joga com a Mulher-Gato, pode fazer as coisas erradas - ela é uma criminosa, e suas habilidades não estão especialmente relacionadas ao combate, mas aos roubos. Para nós, o Robin tem mais relação com o uso de explosivos, e como isso pode ser uma vantagem para ele” (Sem notificações sobre o Asa Noturna).
Outro ponto abordado foi a questão da continuidade: “Quando você começa Batman: Arkham City, você já tem os mesmos dispositivos que adquiriu no primeiro game (Batman: Arkham Asylum). A ideia é que seja uma história contínua, como também uma continuidade em termos de mecânica de jogo”, disse Dax Ginn. O jogo tem mais inimigos, melhor Inteligência Artificial e mais gadgets.

## Coletânea: Return To Arkham
No dia 18 de maio de 2016, a Rocksteady Studios e a Warner Bros. em parceria com a Virtuos Games revelaram a coletânea Batman: Return to Arkham, que trará o jogo Batman: Arkham City e seu antecessor Batman: Arkham Asylum totalmente remasterizados para os consoles Xbox One e Playstation 4. A coletânea foi lançada dia 18 de novembro de 2016.